# Lo schiavo (opera)
Lo schiavo è un'opera seria in quattro atti di Antônio Carlos Gomes su libretto di Alfredo d'Escragnolle Taunay tradotto in italiano e modificato da Rodolfo Paravicini, basata su un racconto del visconte di Taunay. L'opera affronta il tema della schiavitù, una delle principali preoccupazioni in Brasile, in quel momento (l'istituzione era stata abolita dalla Lei Áurea solo nel 1888).

## Storia dell'opera
Nel 1880, quando Gomes tornò in Italia, il compositore aveva una bozza di un libretto scritto dal suo amico, il visconte di Taunay, il principale abolizionista in Brasile. Tuttavia, questo libretto non fu accettato dal librettista e traduttore italiano Paravicini. Per soddisfare le convenzioni del melodramma, le modifiche accettabili dovevano essere fatte nel dramma scritto da Taunay. Paravicini anticipò la data dell'opera di più di due secoli, dal 1801 al 1567. Cambiò i personaggi principali da neri a Indiani, i mulatti Ricardo e Analia negli Indiani Iberè e Ilàra, e la nobildonna portoghese in una contessa francese. Il librettista si oppose all'inclusione di un inno alla libertà scritto da Giacinto Giganti. Dovettero andare in tribunale per risolvere questo problema, e la giustizia italiana favorì l'Italiano.
L'opera, che avrebbe dovuto essere rappresentata a Bologna nel 1887, fu tolta dal programma. Oltre a questa causa, ritardi ancora maggiori furono causati da due case editrici concorrenti: Lucca, l'editore di Gomes, e Ricordi. Ogni editore gareggiava per la sua opera da realizzare a La Scala. Infine, Gomes portò la sua opera a Rio de Janeiro per la sua première nel 1889. Tuttavia, in quel momento la schiavitù era già stata abolita in Brasile, indebolendo l'impatto emotivo e politico dell'opera. Lo Schiavo fu un successo in patria, ma non in Europa. È forse l'opera più importante di Gomes. Gomes dedicò l'opera a "Sua Altezza Serenissima Principessa Dona Isabel, Contessa d'Eu, Reggente Imperiale". La dedica dice:
« Madame,
Prego Vostra Altezza ad accettare questo dramma in cui un brasiliano ha cercato di rappresentare il carattere nobile dello schiavo.
Alla data memorabile del 13 maggio, a favore di molti altri simili al personaggio principale di questo dramma, Vostra Altezza, con animo umile e patriottico, ha avuto la gloria di cambiare la schiavitù nella gioia eterna della libertà. Così la parola schiavo in Brasile appartiene solo alla leggenda del passato. Pertanto, è come un segno di profonda gratitudine e di omaggio che, come un artista brasiliano, ho il grande onore di dedicare questo mio lavoro alla principessa Serenissima nella quale il Brasile venera lo stesso spirito alto, la stessa grandezza d'animo di Dom Pedro II, e lo stesso sostegno generoso che mi vanto di avere dal Padre Augusto di Sua Altezza Imperiale. Oggi, il 29 luglio, giorno in cui il Brasile saluta il compleanno del Reggente Augusto, porto ai piedi di Vostra Altezza questo "Escravo" - forse povero come le altre migliaia di persone che benedicono Vostra Altezza con la stessa effusione di gratitudine con la quale io sono, per Vostra Altezza Imperiale, Fedele, e Soggetto Riverente.»
(Milano, 29 luglio 1888)

## Personaggi
| Personaggio           | Voce     | Cast della prima rappresentazione, 27 settembre 1889 (Direttore: Carlos Gomes) |
| --------------------- | -------- | ------------------------------------------------------------------------------ |
| Ilàra                 | soprano  | Maria Peri                                                                     |
| La contessa di Boissy | soprano  | Marie Oster van Cauteren                                                       |
| Américo               | tenore   | Franco Cardinali                                                               |
| Iberè                 | baritono | Innocente De Anna                                                              |
| Gianfèra              | baritono | Francesco Bartolomasi                                                          |
| Il conte Rodrigo      | basso    | Enrico Serbolini                                                               |
| Guarûco               | tenore   |                                                                                |
| Tapacoà               | tenore   |                                                                                |
| Tupinambà             | baritono |                                                                                |
| Goitacà               | basso    |                                                                                |
| Lion                  | basso    |                                                                                |

## Trama

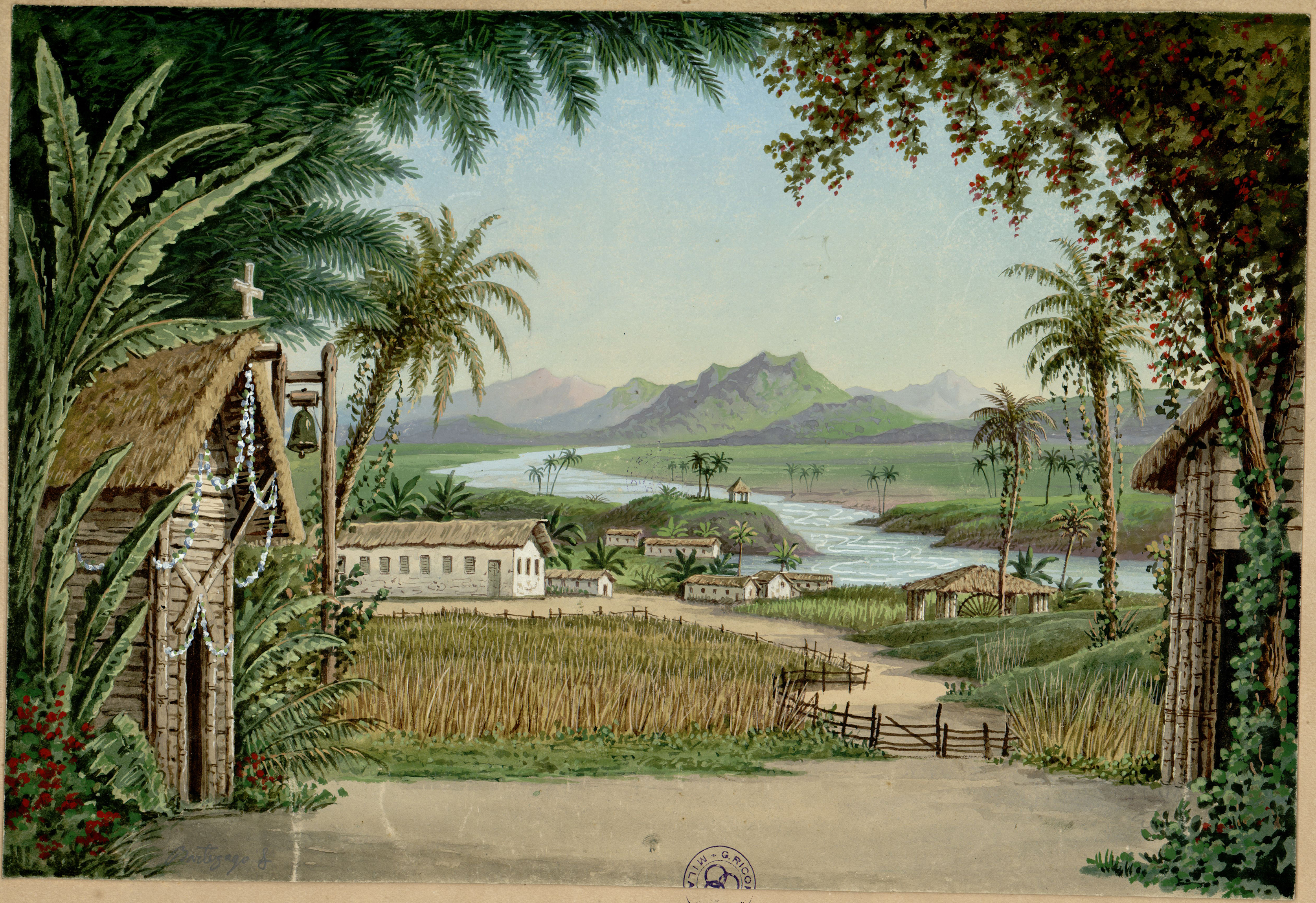
Vasto cortile d'una fattoria del Conte Rodrigo presso il fiume Parahyba, bozzetto per Lo schiavo atto 1 (1889)

L'azione si svolge nella città di Rio de Janeiro e nelle vicinanze, nel 1567.
Ilàra e Iberè, della tribù Tamoyo, sono schiavi nella fattoria del conte Rodrigo, il cui figlio, Américo, è innamorato di Ilàra, che lo ama. Américo libera Iberè e quest'ultimo giura che sarà eternamente fedele al suo giovane protettore. Conoscendo l'amore del figlio per la ragazza indiana, il conte manda il giovane a Rio de Janeiro, per raggiungere l'esercito contro la rivolta dei Nativi. Durante l'assenza di Américo, il conte chiama Gianfèra, il suo caposquadra, per organizzare il matrimonio di Ilàra con Iberè.
Nel frattempo, a Niterói, la giovane contessa di Boissy, un'abolizionista appassionata, accoglie Américo e mostra un profondo affetto per lui. Sorprendendo tutti, decide di liberare tutti i suoi schiavi indiani, tra i quali Iberè e Ilàra, ora in suo possesso. Quando gli dicono che i due sono ora uniti, Américo è molto geloso e mostra tutto il suo odio. I due indiani, ora liberi, vivono in una foresta in Jacarepaguá e il giovane cerca di conquistare l'amore di sua moglie, nella speranza di farla un po' più felice.
Ilàra, tuttavia, rivela ad Iberè il suo giuramento di fedeltà verso Américo. Iberè si arrabbia ed unisce la sua tribù contro i portoghesi. Américo viene imprigionato e portato alla presenza di Iberè. Al fine di mantenere il suo giuramento, il Tamoio tradisce il suo stesso popolo e libera il suo benefattore. La fuga di Américo e Ilàra è notata dai selvaggi, che vogliono vendetta. Iberè si uccide, offrendo la sua vita in cambio di quella degli amanti, così permettendo oro di essere felici per sempre.

## Struttura dell'opera
- Preludio

### Atto I
- Oggi Imene qui prepara (camaradas, capangas, schiavi, Gianfèra)
- Segue e sorveglia i passi miei (Ilàra)
- In aspra guerra per la mia terra (Ibère e Américo)
- Nobile stirpe del brasilio suol
- Di ribellione autore ti festi or ora (Américo e il Conte)
- Ah! Per pietà (Ilàra e Américo)
- Partito è! Gran Dio! (Ilàra, Gianfera, Ibère, capangas, schiave, fattori)

### Atto II
- Piacer! Ecco la cura (La contessa di Boissy, Lion, Américo)
- Conte, voi obliarmi sembrate (La contessa di Boissy, Américo)
- Quando nascesti tu (romanza - Américo)
- Perché? La gioia... (La contessa, Américo, il Conte, coro)
- Danza indigena - Carigio
- Danza dei canottieri
- Danza indigena - Goitaca
- Baccanale
- Un astro splendido nel cielo appar (La contessa, coro)

### Atto III
- Lo sguardo in me fissate (detti, schiavi, Iberè, Ilàra, Américo)
- O ciel di Parahyba (aria - Ilàra)
- Fra questi fior che adori (duetto - Ilàra, Iberè)
- Fragile cor di donna (monologo - Iberè)
- Guerrier prode e fedele - Congiura dei selvaggi
- Siam traditi, siamo perduti (coro)
- Sogni d'amore, speranze di pace (aria - Ibère, coro)

### Atto IV
- Alba (preludio orchestrale)
- Come serenamente (romanza - Ilàra)
- Ecco l'ombra mia funesta (duettino - Ilàra, Iberè)
- Benché le insegne (duetto - Américo, Iberè)
- Addio, fedele martire (detti e coro)

## Registrazioni
- M°Santiago Guerra (direttore), Theatro Municipal di Rio de Janeiro, 26 giugno 1959. Interpreti: Ida Miccolis (Ilàra), Lourival Braga (Iberè), Alfredo Colosimo (Américo), Luiz Nascimento (Conte Rodrigo), Antea Claudia (Contessa di Boissy), Marino Terranova (Gianfèra), Alvarany Solano (Goitacà), Carlos Dittert (Lion).